# Полуторалинейная форма
Полуторалинейная форма — обобщение понятия билинейной формы. Как правило под полуторалинейной формой подразумевают функцию f(x, y) от двух векторов векторного пространства {\displaystyle V} над полем {\displaystyle \mathbb {C} } со значениями в этом поле, если она линейная как функция {\displaystyle x} при каждом фиксированном {\displaystyle y} и полулинейная как функция {\displaystyle y} при каждом фиксированном {\displaystyle x}. Требование полулинейности по {\displaystyle y} означает, что выполнены следующие условия:
- {\displaystyle f(x,y_{1}+y_{2})=f(x,y_{1})+f(x,y_{2})\ \ \forall x,y_{i}\in V,}
- {\displaystyle f(x,\alpha y)={\overline {\alpha }}f(x,y)\ \ \forall x,y\in V,\ \alpha \in \mathbb {C} .}

Так определённые формы естественным образом возникают в приложениях к физике.
Существует обобщение на случай, когда векторное пространство рассматривается над произвольным полем, тогда комплексное сопряжение заменяется на произвольный фиксированный автоморфизм поля. В проективной геометрии иногда рассматривают ещё большее обобщение, когда вместо векторного пространства используется модуль над произвольным телом {\displaystyle K}.

## Договорённости о порядке аргументов
В приведённом в преамбуле определении выполнена линейность по первому аргументу и полулинейность по второму. Такая договорённость часто используется в математической литературе. Стоит, однако, отметить, что в физической литературе чаще используется полулинейность по первому аргументу, эта договорённость проистекает из введённых Дираком в квантовой механике обозначений бра и кет.

## В комплексном векторном пространстве
Отображение {\displaystyle \varphi :V\times V\to \mathbb {C} } в комплексном векторном пространстве {\displaystyle V} называется полуторалинейным, если:
{\displaystyle {\begin{aligned}&\varphi (x+y,z+w)=\varphi (x,z)+\varphi (x,w)+\varphi (y,z)+\varphi (y,w)\\&\varphi (ax,by)=a{\overline {b}}\,\varphi (x,y)\end{aligned}}}
для всех {\displaystyle x,y,z,w\in V} и всех {\displaystyle a,b\in \mathbb {C} .} Здесь под {\displaystyle {\overline {b}}} подразумевается число, комплексно сопряжённое к числу {\displaystyle b.}
Комплексную полуторалинейную форму можно также рассматривать как комплексное билинейное отображение
{\displaystyle V\times {\overline {V}}\to \mathbb {C} ,}
где {\displaystyle {\overline {V}}} — комплексно-сопряжённое векторное пространство к пространству {\displaystyle V.}
Для фиксированного {\displaystyle w\in V} отображение {\displaystyle z\mapsto \varphi (z,w)} является линейным функционалом на {\displaystyle V}, то есть элементом двойственного пространства {\displaystyle V^{*}}. Аналогично, отображение {\displaystyle w\mapsto \varphi (z,w)} при фиксированном {\displaystyle z} является антилинейным функционалом на {\displaystyle V.}
Для любой комплексной полуторалинейной формы {\displaystyle \varphi } можно рассмотреть вторую форму {\displaystyle \psi } по формуле:
{\displaystyle \psi (w,z)={\overline {\varphi (z,w)}}.}
В общем случае {\displaystyle \psi } и {\displaystyle \varphi } будут различны, а их матрицы эрмитово-сопряжены. Если формы совпадают, говорят, что {\displaystyle \varphi } эрмитова. Аналогично, если они противоположны друг другу, то говорят, что {\displaystyle \varphi } косоэрмитова.

### Матричное представление
Пусть {\displaystyle V} — конечномерное комплексное векторное пространство, тогда для любого базиса {\displaystyle \left\{e_{i}\right\}_{i}} полуторалинейную форму {\displaystyle \varphi } можно представить при помощи матрицы {\displaystyle \Phi } по следующей формуле:
{\displaystyle \varphi (w,z)=\varphi \left(\sum _{i}w_{i}e_{i},\sum _{j}z_{j}e_{j}\right)=\sum _{i}\sum _{j}w_{i}{\overline {z_{j}}}\varphi \left(e_{i},e_{j}\right)=w^{\mathrm {T} }\Phi {\overline {z}}.}
Элементы матрицы {\displaystyle \Phi } определяются из условия {\displaystyle \Phi _{ij}:=\varphi \left(e_{i},e_{j}\right).}

### Эрмитовы формы
Эрмитова форма (также полуторалинейная симметрическая форма) — это полуторалинейная форма {\displaystyle h:V\times V\to \mathbb {C} } на комплексном пространстве {\displaystyle V} такая, что
{\displaystyle h(w,z)={\overline {h(z,w)}}.}
В случае положительной определённости такой формы (определяемой аналогично билинейному случаю) говорят об эрмитовом скалярном произведении. Стандартное эрмитово произведение задаётся формулой
{\displaystyle \langle w,z\rangle =\sum _{i=1}^{n}w_{i}{\overline {z}}_{i}.}
Пару из векторного пространства и определённой на нём эрмитовой формы {\displaystyle (V,h)} называют эрмитовым пространством, а в положительно определённом случае — комплексным гильбертовым пространством. При записи эрмитовой формы в произвольном базисе получается эрмитова матрица.
При применении эрмитовой формы к одному и тому же вектору
{\displaystyle |z|_{h}=h(z,z)}
всегда получается вещественное число. Можно показать, что комплексная полуторалинейная форма эрмитова тогда и только тогда, когда соответствующая квадратичная форма вещественна для всех {\displaystyle z\in V.}

### Косоэрмитовы формы
Косоэрмитова форма — это полуторалинейная форма {\displaystyle s:V\times V\to \mathbb {C} } на комплексном пространстве {\displaystyle V} такая, что
{\displaystyle s(w,z)=-{\overline {s(z,w)}}.}
Каждую косоэрмитову форму можно представить как эрмитову, умноженную на {\displaystyle i}. 
При записи косоэрмитовой формы в произвольном базисе получается косоэрмитова (антиэрмитова) матрица.
При применении косоэрмитовой формы к одному и тому же вектору
{\displaystyle |z|_{s}=s(z,z)}
всегда получается чисто мнимое число.

## Над кольцом с делением
Понятие полуторалинейной формы допускает обобщение на произвольное кольцо с делением. В коммутативном случае это область целостности, в некоммутативном чаще всего используется частный случай, когда кольцо является телом. В коммутативном случае в дальнейшем тексте все антиавтоморфизмы можно считать просто автоморфизмами, так как эти понятия совпадают для коммутативных колец.

### Определение
Пусть {\displaystyle K} — кольцо с делением, а {\displaystyle \sigma } — фиксированный антиавтоморфизм этого кольца. Тогда {\displaystyle \sigma }-полуторалинейная форма на левом {\displaystyle K}-модуле {\displaystyle M} — это билинейное отображение {\displaystyle \varphi \colon M\times M\to K} такое, что для любых {\displaystyle x,y} из модуля {\displaystyle M} и любых скаляров {\displaystyle \alpha ,\beta } из {\displaystyle K} выполнено:
{\displaystyle \varphi (x\alpha ,y\beta )=\alpha \,\varphi (x,y)\,\sigma (\beta ).}

### Ортогональное дополнение
Для данной полуторалинейной формы {\displaystyle \varphi } на модуле {\displaystyle M} и подмодуля {\displaystyle W} модуля {\displaystyle M} ортогональным дополнением {\displaystyle W} называется
{\displaystyle W^{\perp }=\{\mathbf {v} \in M\mid \varphi (\mathbf {v} ,\mathbf {w} )=0,\ \forall \mathbf {w} \in W\}.}
Аналогично, говорят, что элемент {\displaystyle x\in M} ортогонален элементу {\displaystyle y\in M} по отношению к форме {\displaystyle \varphi }, если {\displaystyle \varphi (x,y)=0}. Это обозначают как {\displaystyle x\perp _{\varphi }y}, или просто {\displaystyle x\perp y}, если форма ясна из контекста. Это отношение не обязательно симметрично, то есть из {\displaystyle x\perp y} не следует {\displaystyle y\perp x}. Если для всех {\displaystyle x,y} из {\displaystyle x\perp y} следует {\displaystyle y\perp x}, то форму называют рефлексивной.

### Пример
Пусть {\displaystyle V} — трёхмерное векторное пространство над конечным полем {\displaystyle F=\operatorname {GF} (q^{2})}, где {\displaystyle q} — степень простого числа. Пусть два вектора {\displaystyle x} и {\displaystyle y} заданы координатами в стандартном базисе {\displaystyle (x_{1},x_{2},x_{3})} и {\displaystyle y_{1},y_{2},y_{3}}. Тогда можно определить отображение {\displaystyle \varphi } формулой:
{\displaystyle \varphi (x,y)=x_{1}y_{1}{}^{q}+x_{2}y_{2}{}^{q}+x_{3}y_{3}{}^{q}.}
Отображение {\displaystyle \sigma :t\mapsto t^{q}} — автоморфизм {\displaystyle F}, являющийся инволюцией. Отображение {\displaystyle \varphi } является {\displaystyle \sigma }-полуторалинейной формой. Эта форма эрмитова, а матрица {\displaystyle M_{\varphi }}, соответствующая этой форме в стандартном базисе — это просто единичная матрица.

## Внешние ресурсы
- Hazewinkel, Michiel, ed. (2001), Sesquilinear form, Encyclopedia of Mathematics, Springer, ISBN 978-1-55608-010-4